# Jeep Cherokee (KL)
Jeep Cherokee — среднеразмерный кроссовер, выпускающийся с ноября 2013 года американским автомобильным концерном Chrysler Group LLC. Он пришёл на замену Jeep Liberty (также известном как Jeep Cherokee KJ и KK) в модельном ряду компании, однако никак не связан с предыдущей моделью, так как построен на новой платформе. Кроссовер является первым автомобилем с девятиступенчатой коробкой передач от компании ZF, которую после рестайлинга получил и Range Rover Evoque 2014 модельного года.
В ноябре 2013 года Cherokee был номинирован на звание «Всемирный автомобиль года» (World Car of the Year). Cherokee (KL) стал лучшим автомобилем в классе в 2013 году по версии Euro NCAP.

## Появление
Первые изображения Cherokee были показаны в феврале 2013 года, однако он сразу же получил неоднозначные оценки ввиду необычной внешности. Представили автомобиль на Нью-Йоркском автосалоне через месяц.
Cherokee построен на платформе Compact U.S. Wide, созданной в 2010 году Chrysler и Fiat. Так же, как и Liberty, он имеет несущий кузов, но двигатели у него расположены поперечно, а не продольно. Расход топлива был снижен на 45 % благодаря новым двигателям. Передняя подвеска — типичная для легковых автомобилей типа Макферсон, задняя — независимая многорычажная подвеска.

## Двигатели и полный привод
Cherokee доступен с 2 новыми бензиновыми двигателями — 2,4-литровым рядным четырёхцилиндровым из серии Tigershark и 3,2-литровым V-образным шестицилиндровым из серии Pentastar, использованным компанией впервые и способным ездить на этаноле. Оба двигателя передают мощность через новую 9-ступенчатую автоматическую коробку передач.
Для автомобиля доступно 3 варианта системы полного привода: Active Drive I, которая подключает заднюю ось при необходимости, Active Drive II, имеющая блокировку межосевого дифференциала и оптимально подходящая для буксировки или езды с прицепом и Active Drive Lock, имеющая блокировку заднего дифференциала и оптимальная для бездорожья. Active Drive Lock может устанавливаться с обоими типами двигателей в комплектации Latitude и является стандартной для комплектации Trailhawk. Противобуксовочная система Selec-Terrain в будущем будет доступна во всех комплектациях.

## Комплектации и оснащение

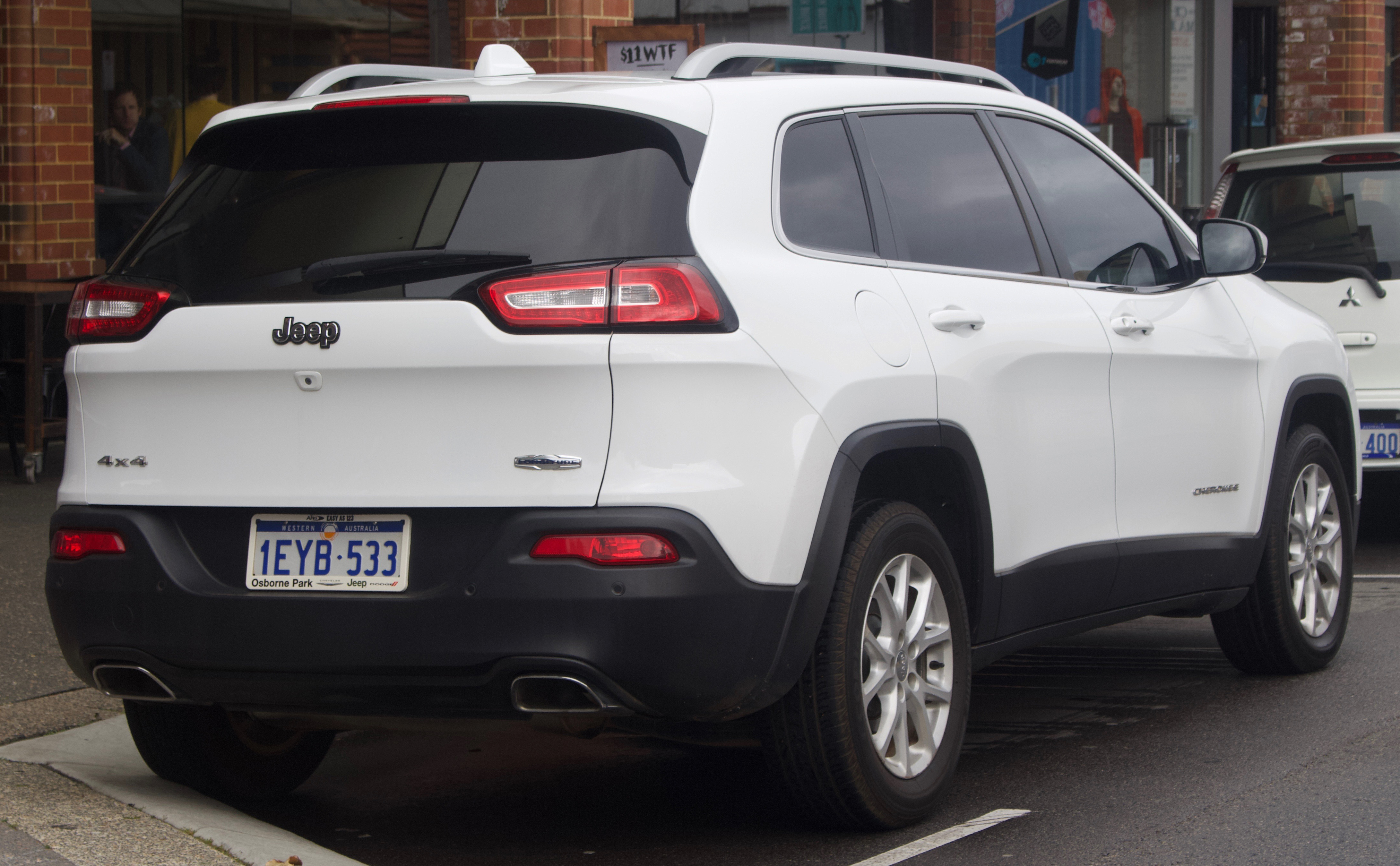
Вид сзади

Cherokee предлагается с 4 комплектациями: базовая Sport с 2,4-литровым двигателем, включающая 17-дюймовые диски, 5-дюймовый дисплей, 6 динамиков и т. д. (стартовая цена — $22 995); Latitude с литыми дисками и окрашенными в цвет кузова дверными ручками и зеркалами ($24 495); Limited с кожаными сиденьями ($27 995) и Trailhawk с окрашенными литыми дисками, 8,4-дюймовым дисплеем с системой вызова 911 и приложениями, аудиосистемой Alpine и т. д. ($29 495).

## Jeep Cherokee в России
Автомобиль официально продавался на российском рынке с 2014 до 2020 года.
| Продажи, шт. | Продажи, шт. |
| Год          | В России     |
| ------------ | ------------ |
| 2015         | 540          |
| 2016         | 356          |
| 2017         | 185          |
| 2018         | 62           |
| 2019         | 127          |
| 2020         | 150          |

## Безопасность
Cherokee прошёл тест EuroNCAP на безопасность осенью 2013 года:
| Euro NCAP                                                                 | Euro NCAP | Euro NCAP | Euro NCAP             |
| ------------------------------------------------------------------------- | --------- | --------- | --------------------- |
| · общий рейтинг                                                           |           |           |                       |
| 92%                                                                       | 79%       | 67%       | 74%                   |
| взрослый пассажир                                                         | ребёнок   | пешеход   | активная безопасность |
| Протестированная модель: Jeep Cherokee 2.0 diesel 'Longitude', LHD (2013) |           |           |                       |

В 2015 году разгорелся скандал, когда два хакера из США взломали электронную систему Jeep Cherokee и взяли машину под контроль. Под отзывную кампанию попало около 1.5 млн автомобилей этой модели.